# Международная федерация журналистов
Международная федерация журналистов, МФЖ (англ. International Federation of Journalists, IFJ; фр. Fédération internationale des journalistes, FIJ; исп. Federación Internacional de Periodistas, FIP; нем. Internationale Journalisten-Föderation, IJF) — крупнейшая международная организация профессиональных работников СМИ. Президент Федерации — Доминик Прадалие (с 2022 года).  Центральный офис находится в Брюсселе, его возглавляет Генеральный секретарь Федерации  Энтони Белланджер (фр. Anthony Bellanger) (с 2015 года). 

Основанная в 1926 г., по состоянию на 2023 год она представляет около 600 тысяч журналистов и 187 союзов и объединений журналистов более чем 140 стран мира. Федерация объединяет многие национальные журналистские организации. МФЖ защищает социальные и профессиональные права журналистов, работающих в печатной и электронной прессе.
Она имеет консультативный статус в таких организациях системы ООН как ЮНЕСКО, МОТ, ВОИС, Комитет по правам человека, а также в Совете Европы и других международных организациях.

Адрес штаб-квартиры:
International Federation of Journalists 

IPC-Residence Palace, Bloc C 

Rue de la Loi 155B-1040 Brussels, 

BELGIUM
С 7 по 10 июня 2016 года во Франции в Анже состоялся 29-й конгресс Международной федерации журналистов, приуроченный к 90-летнему юбилею Федерации, на который съехались 300 делегатов со всего мира. 10 июня 2016 года бельгиец Филип Ляруш (фр. Phillippe Leruth) был избран Президентом Международной федерации журналистов, заменив на этом посту Джима Бумелу. 
С 11 по 14 июня 2019 года в Тунисе, столице Туниса прошёл 30-й конгресс МФЖ, на котором Президентом был избран Юнис М’Джахед, журналист газеты Al Ittihad Al Ichtiraki из Марокко. 
С 31 мая по 3 июня 2022 года в Маскате, столице Омана состоялся 31-й конгресс МФЖ, Президентом избрана Доминик Прадалие (фр. Dominique Pradalié), член французского Национального профсоюза журналистов (фр. Syndicat National des Journalistes CGT). Она стала второй женщиной на этом посту после бельгийской журналистки Миа Дорнарт (нидерл. Mia Doornaert) (Президент МФЖ в 1986—1990 годах).
22 февраля 2023 года исполнительный комитет МФЖ приостановил членство в федерации Союза Журналистов России за действия «способом, противоречащим принципам или целям… Федерации». МФЖ продолжает считать своим членом российский Профсоюз журналистов и работников СМИ, несмотря на решения российских судов о ликвидации этого профсоюза.
.